# R.U.S.E.
『R.U.S.E.』（ルーズ）は、ユービーアイソフトより発売されているリアルタイムストラテジー(RTS)。開発元はフランスのEugen Systems。
1943年から1945年までの第二次世界大戦、ヨーロッパ戦線を舞台としておりアメリカ、ドイツ、イギリス、フランス、イタリア、ソビエト、日本が登場する。キャンペーンでは実在の人物や土地名など歴史に忠実なストーリーが展開されている。

## 全体の概要
コンシューマー・ゲーム（家庭用据え置きゲーム機）としては珍しいリアルタイムストラテジーである。
『キャンペーン』では、プレイヤーはジョー・シェリダンとなり第二次世界大戦（と架空の物語）を終結させるために味方を指揮する。最初からありとあらゆるユニット（駒）を使うのではなく、段階的にバリエーションが増えていくという仕様上、チュートリアル要素が強い。
『バトル』モードでは、NPC（AI）相手にオフラインで戦うことができる。時代（使用できるユニット等に影響する）や戦場、使用する陣営（国家）、AIの思考（性格）パターンやゲーム時間などを好みに設定することが可能。
『オンライン』モードはいわゆるネットワークプレイで、人間プレイヤーを相手に戦うことが出来る。
『チャレンジ』は特殊な条件下でNPCを相手に戦う。その多くはプレイヤーがハンディキャップを背負ったもの（一対多数、基地の建設制限など）で、中にはドイツがイギリスに侵攻する架空シナリオ（アシカ作戦）といったものもある。なお、こちらもオンラインによる協力プレイが可能である。
『RUSOPEDIA』（ルソペディア、もしくはルゾペディア）は文字通り本ゲームの辞典である。ゲーム内に登場するユニットの解説と性能を見ることが出来る。

### ゲームの概要
「キャンペーン」を除き、基本的に「敵を全滅させれば勝ち」となっている。
ゲーム開始時には、自軍の「司令部」と200の資源が与えられる。その資源を使い、補給基地との補給路をつなぐことにより定期的な資源の収入が得られる。その資源を使用して部隊（ユニット/駒）を生産し、敵の司令部へ攻め込むというのが一種の流れとなる。
その中で資源とは別にこのゲームの特徴で、タイトルでもあるRUSEの存在がある。これは『相手を騙すための謀略』（策略）であり、使い方によりゲームに影響を与えることになる。ゲーム開始時には2回分の使用権が存在し、開始後は一定時間ごとに使用回数が補充されていく。

### グラフィック
戦車によってなぎ倒される樹木、砲撃で破壊される町など、細かく描かれた本作のグラフィック。搭載されたIRISzoomエンジンによって、ゲーム中にカメラアングルを随時変更可能になっている。カメラを近接させれば被弾して炎上する戦車を眺めることも出来れば、カメラを離反させて戦場の端から端までを見渡すことも出来る。

### 音声
リアルタイムストラテジー（常に時間が進行し、字幕を読む暇が無い）という仕様上、このゲームの音声は「主要音声」が日本語に吹きかえられている。具体的にはストーリーに関るムービーシーンや、戦闘中の実用的な音声（部隊が攻撃を受けています！ 施設の配置が完了しました！…等）が吹き替えの対象である。
その一方、演出的な音声（いわゆる「攻撃開始！」「後退しろ！」等）はそのままとなっている。その演出的な音声は、米軍と英軍ではもちろん英語となっており、ドイツ軍ではドイツ語、日本軍では日本語…という具合に、各国が母国語で喋る仕組みになっている。

## R.U.S.E.

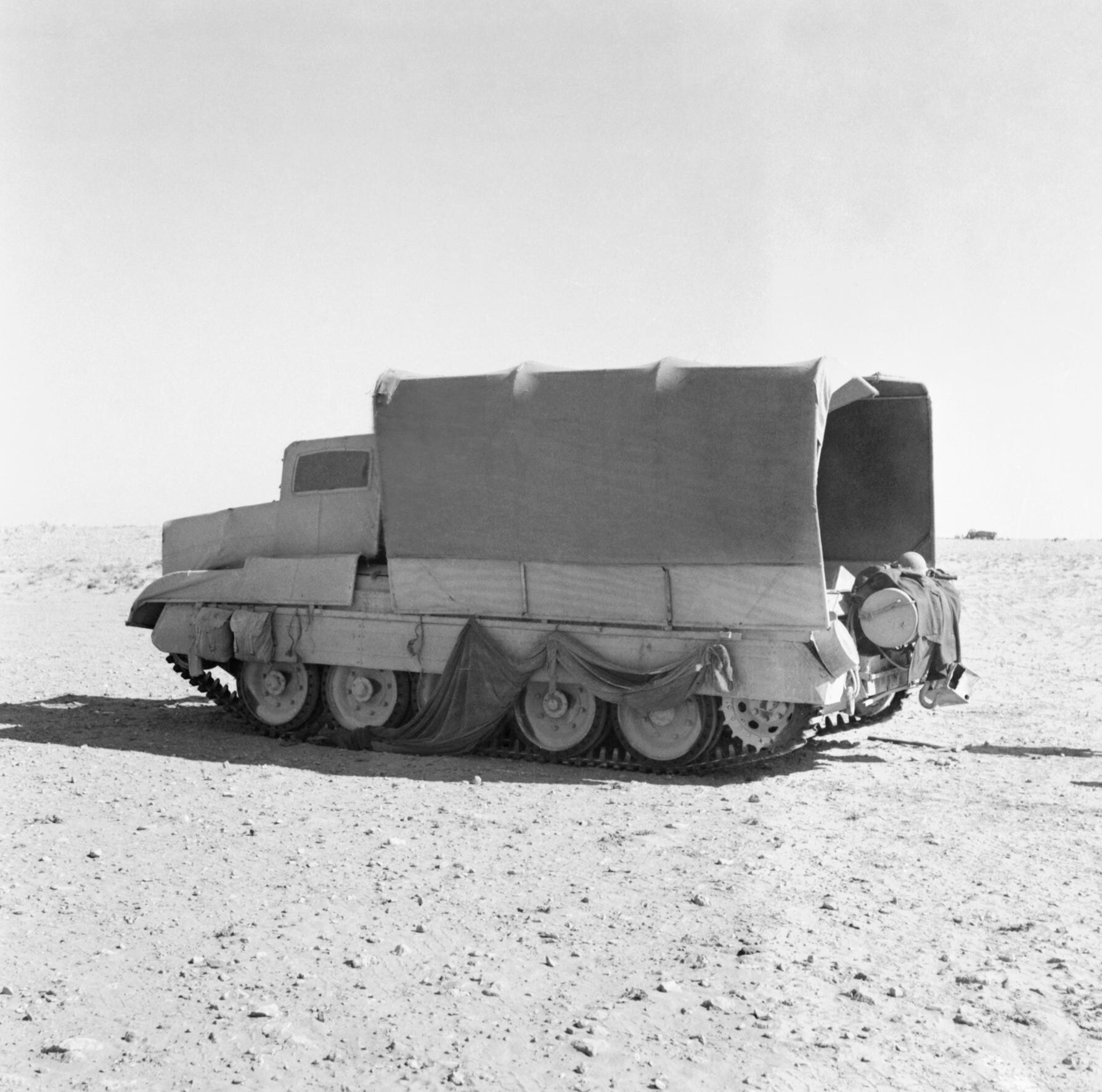
歩兵用トラックに偽装された戦車。偽情報のRUSEに当てはまる

ルーズはこのゲームの題名でもあり戦局に影響を与える要素である。ゲーム内のマップはあらかじめいくつかのエリアに分割され、最初に発動するRUSEを選んだ後発動するエリアを選択する。ひとつのエリアに同時に発動できるRUSEは2つまで。
電撃戦（Blitzkrieg）ブリッツクリーク
発動するとエリア内の自軍ユニット（工兵トラックにも影響）は2倍の速度で移動する。指揮下に無い友軍にも影響する。
狂気（Fanaticism）ファナチズム
エリア内のユニットは死ぬ気で戦う。敗走せず、撃破されるまで戦う。
恐怖（Terror）テラー
エリア内の敵ユニットを敗走し易くするが、上の狂気で打ち消すことが可能。
ダミー基地（Decoy）デコイ
偽の施設を配置する。敵の歩兵が占領しようとすると自爆するが、攻撃には弱い。
ダミー攻撃（Fake Offensive）フェイク・オフェンシヴ
偽ユニットを出撃させる。出撃する偽ユニットの種類は自陣営の基地に影響されるが、上のダミー基地からも出撃する。
他、戦車のみを出撃させるダミー戦車攻撃（Fake Tank Assault）と航空機のみのダミー空襲（Fake Air Assault） が選択できる。
スパイ（Spy）
選択したエリア内の、詳細不明な敵ユニット・施設の情報を表示する。（偵察できていないエリアを偵察状態にする）。
暗号解読（Decryption）
敵ユニットの進行方向を矢印で表示する。
無線封鎖（Radio Silence）ラディオ・サイレンス
無線を封鎖してユニットを隠蔽する。ただし偵察ユニットに発見されている間は効果が無い。
カモフラージュ（Camouflage Net）カモフラージュ・ネット
自軍と友軍の施設を隠す。敵の偵察に見つかっている間は効果が無い。
偽情報（Reverted Intel）リバーテッド・インテル
自軍の軽ユニットを重ユニットに、重ユニットを軽ユニットに見せかける。 ただし偵察ユニットに発見されている間は効果が無い。

## 施設
敵と交戦するにはユニットが必要だが、そのユニットは施設から生産される。従って最初からある程度の施設が配置されているキャンペーンを除いては、施設の配備が最初の仕事になるとされる。
司令部（Headquarters）ヘッドクォーターズ。略名はHQ等。
各陣営の総司令部で、施設を配備するための工作トラック（工兵）の出撃基地となっている他、軍需品蓄積場（補給基地）から運ばれてくる補給品の受け入れ先となっている。破壊されたり占領されても即座に負けにはならないが、この施設が陥落すると陣営の行動能力に壊滅的な打撃を受けることとなる。
第二司令部（Secondary Headquarters）セカンダリー・ヘッドクォーターズ。
役割は司令部と同じで、工兵隊の出撃基地となり補給トラックの受け入れを行う。これを配備しておけば、前線へも簡単に施設の配備が行える。また、司令部を潰されても陣営は作戦を継続することが出来るので、保険的な意味合いもあるとされる。
本部（Administrative Building）直訳は「行政ビルディング？」
建設すると、4秒ごとに1資源が供給される。補給基地とは違い在庫制限がないので、長期戦に必要とされる。
補給基地（Supply Depot）サプライ・デポット。
先に述べた「補給基地」で、軍需品集積所である。ここに補給基地を設営することが、ゲーム開始時に行う作業であるとされる。建設後は一定間隔で補給トラックが発進し、最寄の司令部へ物資の運搬を行う。上の本部よりは安く建造できるが、240の資源を運んだ地点で枯渇・消滅する。なお、このトラックは貧弱な非装甲ユニット（ソフトスキン）であり、砲撃や戦闘機の銃撃などで簡単に破壊されてしまう。従って「補給ラインの安全を確保」しなければ戦況が不利になることは明白である。逆に、敵の補給トラックや基地を潰すことが自陣営の勝利への近道になる。ちなみに、トラック1両につき3資源を輸送している模様。
兵舎（Barracks）
歩兵ユニットを生産するための施設だが、陣営によっては非装甲ユニット（アメリカのウィリス・ジープなど）や軽戦車（英国のヴィッカーズ戦車等）を生産することが可能である。
大砲・対空陣地（Artilllery & Anti-air Base）
大砲と対空砲を生産するための施設だが、ゲームの仕様で自走砲や自走対空砲、突撃砲なども生産できる。
装甲車両基地（Armor Base）
戦車を含む装甲戦闘車両を生産する施設である。
対戦車基地（Anti-tank Base）
対戦車砲、駆逐戦車を生産する施設。
飛行場（Airfield）
航空機を生産し、運用するための施設である。飛行場ひとつにつき8機の航空機を着陸させ、同時に地上で修理・補給できる。生産した飛行場と着陸する飛行場は同じじゃなくてもいい。航空機の大きさに影響はない。
プロトタイプ基地（Prototype Base）
もっとも高いコストの施設で、試作（プロトタイプ）のみで実戦投入されなかった、あるいは非常に強力な（たとえば超重戦車マウスのような）ユニットを展開するための施設である。
バンカーと要塞
上記以外に、司令部からはバンカーや防御陣地の設営が可能である。しかし各国で配備できる施設は著しく違う（フランスならマジノ線要塞、ドイツならジークフリート線要塞などなど）ため、ここでは割愛する。
以上の施設はトラックとは違い、戦闘機の銃撃には耐える（攻撃指定が出来ない）が榴弾砲による砲撃や航空機の爆撃に対して貧弱である。また、（防御陣地を除けば）侵攻してきた歩兵に占領され戦車の砲撃で粉砕されることもあり得る。

## ユニットの概要
上記「ゲームの概要」で述べたとおり、勝利するにはユニット（駒）を生産しなくてはならない。ユニットは歩兵などの「軽ユニット」と戦車などの「重ユニット」、そして「航空機」に分類される。艦艇ユニットも登場するが、プレイヤーの指揮下に入ることは無い。
ユニットは一定のダメージを受けると『敗走』する（黒煙を上げ炎上しつつ後退。航空機は基地に撤退）。更にその状態で攻撃を受け続けると『撃破』または『撃墜』され消滅する。敗走中は応戦不可能で、攻撃指令も受け付けない。攻撃を受けなければ一定時間で回復する。
本作には「装甲タイプ」の懸念があり、装甲タイプには「歩兵」「車両」「施設」「装甲1」…中略…「装甲5」「航空機」の9タイプがある。「歩兵」と「車両」の2つは装甲を持たず、戦闘機の銃撃や榴弾砲の攻撃に耐えられないユニットである。
歩兵ユニットについて
唯一敵施設の占領行動が可能であり、コストも安く即座に行動することが可能な兵科である。しかし当たり前であるが戦車とは真正面から撃ち合えるだけの能力は無く、航空機相手にはなすすべも無く一方的に攻撃され、榴弾砲の遠距離砲撃に対しても対抗できない。しかしながら森や市街地に身を潜めることが可能で、接近してきた戦車などを待ち伏せ攻撃し撃破出来る等、歩兵の価値は『運用次第』であるといえる。
他、飛行機からパラシュート降下する空挺部隊もある。どちらの歩兵もトラックを保有しており、移動の際はそれに搭乗する。従って輸送機や装甲車を手配して歩兵を載せるというシステムやタンクデサント的なものはこのゲームに存在しない。
非装甲車両
キューベルワーゲンやジープのような高機動偵察車、司令部から発進する各種トラック（歩兵用トラックも含む）や一部の砲撃車両（カチューシャロケット砲）などが該当する。これらの多くは榴弾砲の砲撃や戦闘機の銃撃、機関銃陣地の攻撃に耐えられない。
装甲戦闘車両
文字通り装甲を持ち榴弾砲や機関銃の攻撃に耐えうる陸上戦闘の主役である。いわゆる戦車のことであるが、多くの陣営ではグレイハウンド装甲車のような装甲偵察車両や自走対空砲もここに入る。
大砲ユニット
大まかに言えば航空機に対抗する「対空砲」と、長距離砲撃を行う「榴弾砲」がある。歩兵と同様に、移動時にはトラックにより牽引される。役割と性質はかなり異なるものの、両者ともにトラックと同様の非装甲ユニットの分類に入る。従って飛行機を撃ち落すための対空砲も、数で負ければ戦闘機に返り討ちにされることもあり得る。ただし対空砲は歩兵と同様に市街地や森に身を隠せるので、地の利を得ることができる。
また、自走砲や自走対空砲もある。これらは装甲戦闘車両の分類にも入る。なお本ゲーム内では、ドイツの突撃砲ユニットは、支援砲撃に特化したユニット扱いであり、史実と違い対戦車能力は高くない。
そのほか、ドイツの88mm砲のように、対戦車ユニットの性質をかね揃える物もある。
対戦車ユニット
文字通り戦車を撃破するためのユニットである。この多くは歩兵や対空砲と同様に、町や森に隠して待ち伏せや防衛戦闘に適している。対空砲と同じく非装甲ユニットである。
他の陣営にもこれらのような駆逐戦車があるが、その一方で英国のシャーマン ファイアフライがこの枠にはまっている。
航空機ユニット
おおまかに分けて偵察機、戦闘機、戦闘爆撃機、爆撃機がある。
偵察機は文字通り偵察を行う飛行機で、地形に隠れた歩兵ユニットも見つけることが出来る。戦闘機は敵の航空機との交戦に適しており、非装甲ユニットにも攻撃が出来る。戦闘爆撃機は戦闘機に出来ることはすべてこなせ、さらに装甲ユニットや施設にも攻撃することが可能である。爆撃機は、非装甲ユニットと施設に壊滅的なダメージを与えることが出来るが、敵の戦闘機などに襲われるとひとたまりもない。ただし、アメリカのB-17重爆撃機は豊富な反撃火器で少数の相手なら返り討ちにし、ドイツのジェット爆撃機ならその速力で逃げ切ることもある。
艦艇ユニット
ユニットとしては扱われず、ノルマンディー上陸作戦などで砲撃を行うのみである。

## ストーリー概要
舞台は前記の通り1943年から1945年までのヨーロッパ戦線。アメリカ軍のシェリダン少佐は任務を遂行していくうちに、「プロメテウス」と呼ばれるスパイからアメリカの情報がドイツへ流れていることに気がつく。
プロローグ：コルディッツ城 Colditz Castle

### 北アフリカ
指揮　Taking Command!

カセリーヌ峠 Kasserine Pass

無法者 The Wild Bunch

キツネを引っ張り出せ Digging Out The Fox

### イタリア
おとりから餌食へ From Bait To Prey

ハイド・アンド・シーク Hide And Seek

バルバラでの戦い Tangling with Barbara

モンテ・カッシーノの戦い Battle Of Monte Cassino

### フランス
ユタ・ビーチ Utah Beach

生垣作戦 The Hedgerow War

シェルブールの戦い The Battle Of Cherbourg

### オランダ
鷲の叫び Screaming Eagles

空からの死 Death From Above

遠き橋 A Bridge too Far
1944年、9月20日。シェリダンはオランダのアルンヘムを孤立無援で維持し続ける英国空挺兵の救援に向かう。だが史実どおり英第一空挺師団は壊滅し、マーケット・ガーデン作戦は失敗する。

### ベルギー
ラインの守り Wacht am Rhein

バストーニュ包囲戦 The Siege Of Bastogne

闘争 Blood'n Guts

### ドイツ
東西相見える West Meets East

悪魔とともに Riding with The Devil

秘密兵器 Secret Weapons

虎穴の中へ Into The Bear'S Jaws

最終戦 The Grand Finale!

### 登場人物
ジョー・シェリダン
本作品の主人公。仲間に助けられ一人前の将校に成長する。
アンドリュー・キャンベル
シェリダンの仲間で諜報将校。プレイヤーに対し親切に解説を行う。
ケイト・ガーナー
最初はウェザビーの秘書だったがシェリダンを助ける。
コワルスキー
シェリダンの配下にいる情報士官で視覚的な登場は少ないが、音声面での出番は多い。
チャールズ・ウェザビー
米軍の将校。プロメテウスによって連合軍側の情報がナチス・ドイツに筒抜けとなっているため、常に不利な戦いを強いられてしまう。人格があまり好ましくなく、シェリダンとキャンベルは彼のことを毛嫌いしており、戦いがノルマンディー辺りに差し掛かるころには『ウェザビー閣下のためではなく、配下の兵士たちの為に援護するんだ』という台詞が多発する。挙句の果てにバストーニュの戦いではドイツ軍に降伏し、その後行方不明という不遇なキャラクターである
エーリヒ・フォン・リヒター
ドイツ軍将校。スパイ・プロメテウスからの「完璧な情報」を背後に、連合軍やシェリダン率いる米軍と死闘を繰り広げる。
ジョージ・パットン
史実どおりバルジの戦いで援軍としてやってくる。アンドリューが「荒くれパットン」というように、口調は荒い。

## ダウンロード・コンテンツについて
無料の追加マップや有料の日本軍が存在。BEST版には最初から収録されている。
- The Chimera Pack
- The Pack of The Rising
- Kingmaker
- Monster Kingdom
- Battles of Ardania